# 월천초등학교
월천초등학교는 대한민국 경상남도 거창군 거창읍 서변리에 있는 공립 초등학교이다. 교화는 개나리학명: Forsythia Koreana, 구과목 소나무과, 교목은 소나무학명: Pinus Densiflora, 용담목 물푸레나무과이다.

## 학교 연혁
- 1932년 9월 13일 월천공립보통학교 개교(설립인가 7월 14일)
- 1938년 4월 1일 월천공립심상소학교로 개칭[1]
- 1941년 4월 1일 월천공립국민학교로 개칭[2]
- 1949년 12월 31일 월천국민학교로 교명 변경[3]
- 1979년 3월 1일 병설유치원 설립인가
- 1996년 3월 1일 월천초등학교로 개명[4]
- 2020년 1월 10일 제86회 졸업 (졸업생 5782명)
- 2020년 3월 1일 제30대 김미경 교장 부임
- 2021년 1월 8일 제87회 졸업 (졸업생 5790명)

## 학교 상징
- 우리 학교 꽃 - 개나리 : 식물명 - 개나리 학명 - Forsythia koreana 분류 - 속씨식물 용담목 물푸레나무과
- 우리 학교 나무 - 소나무 : 식물명 - 소나무 학명 - Pinus densiflora 분류 - 겉씨식물 구과목 소나무과 지혜로운 사람이 되자

## 참고 자료
- 월천초등학교 - 한국교육학술정보원 학교알리미